# ژان-آنتوان اودون
ژان-آنتوان اودون (فرانسوی: Jean-Antoine Houdon‎; ۲۵ مارس ۱۷۴۱ – ۱۵ ژوئیهٔ ۱۸۲۸) مجسمه‌ساز نئوکلاسیسیست اهل فرانسه بود که برندهٔ جوایزی همچون جایزه بزرگ رم شده‌است.

## نگارخانه

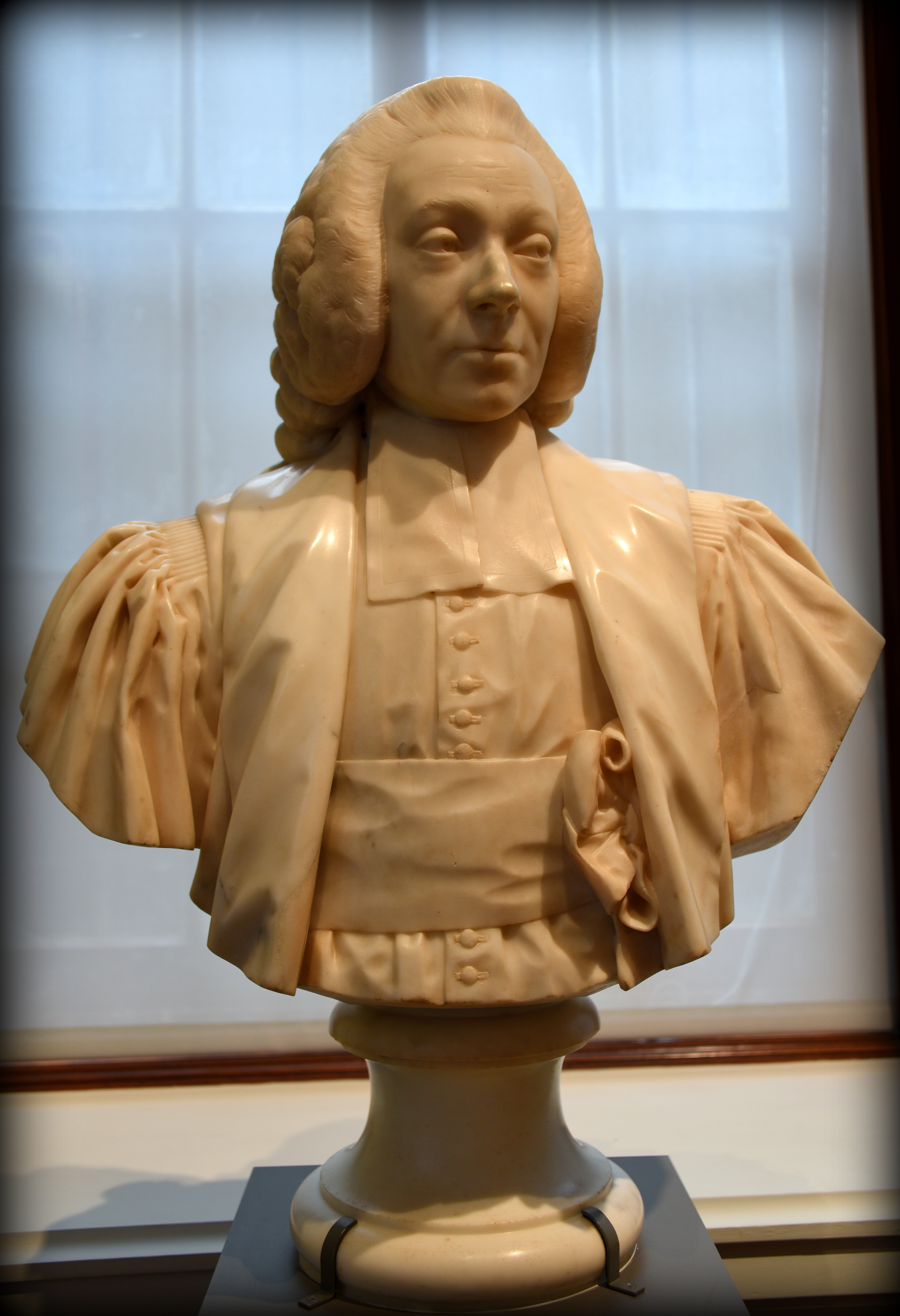
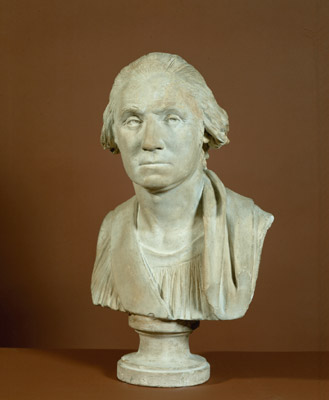
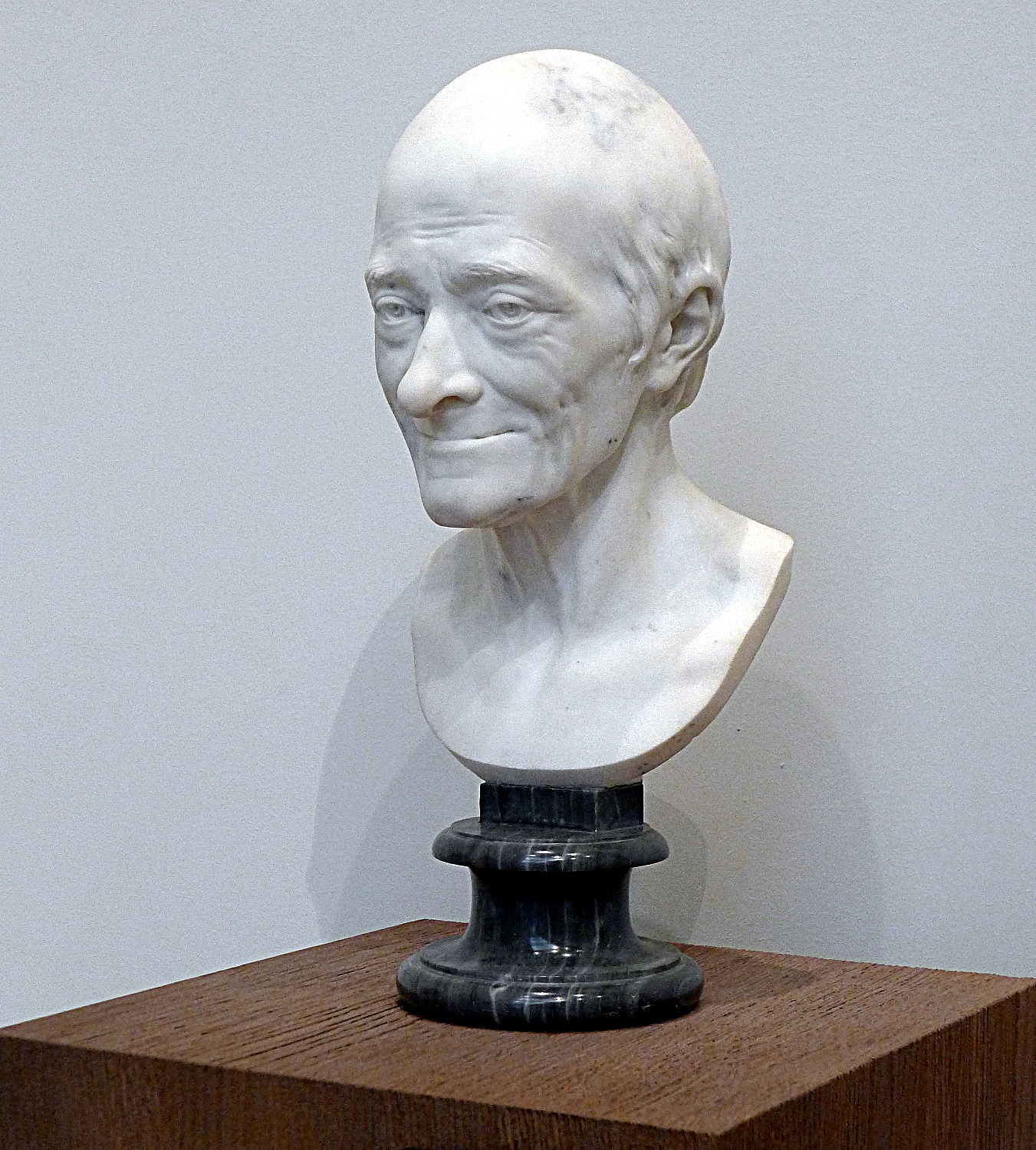
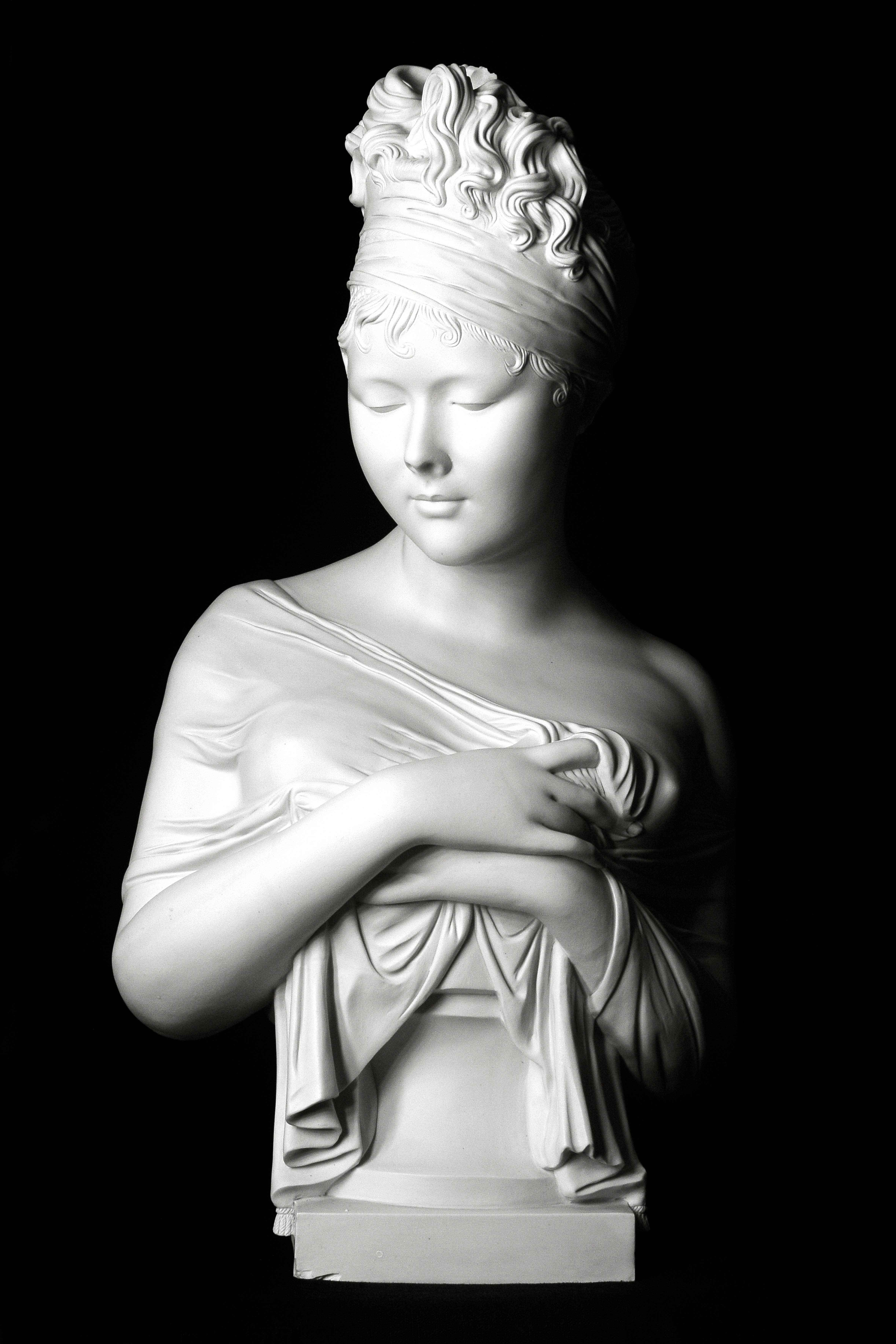
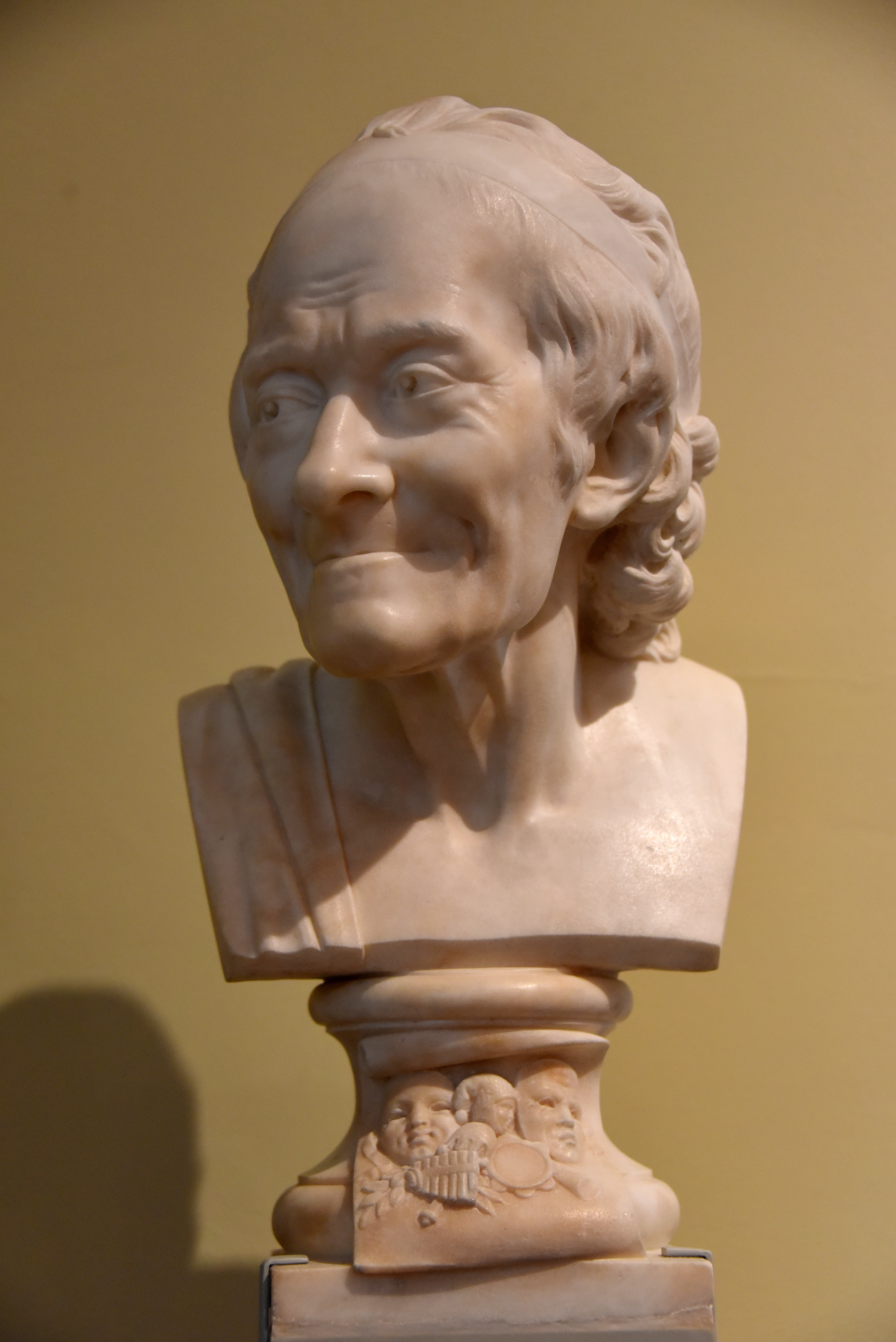
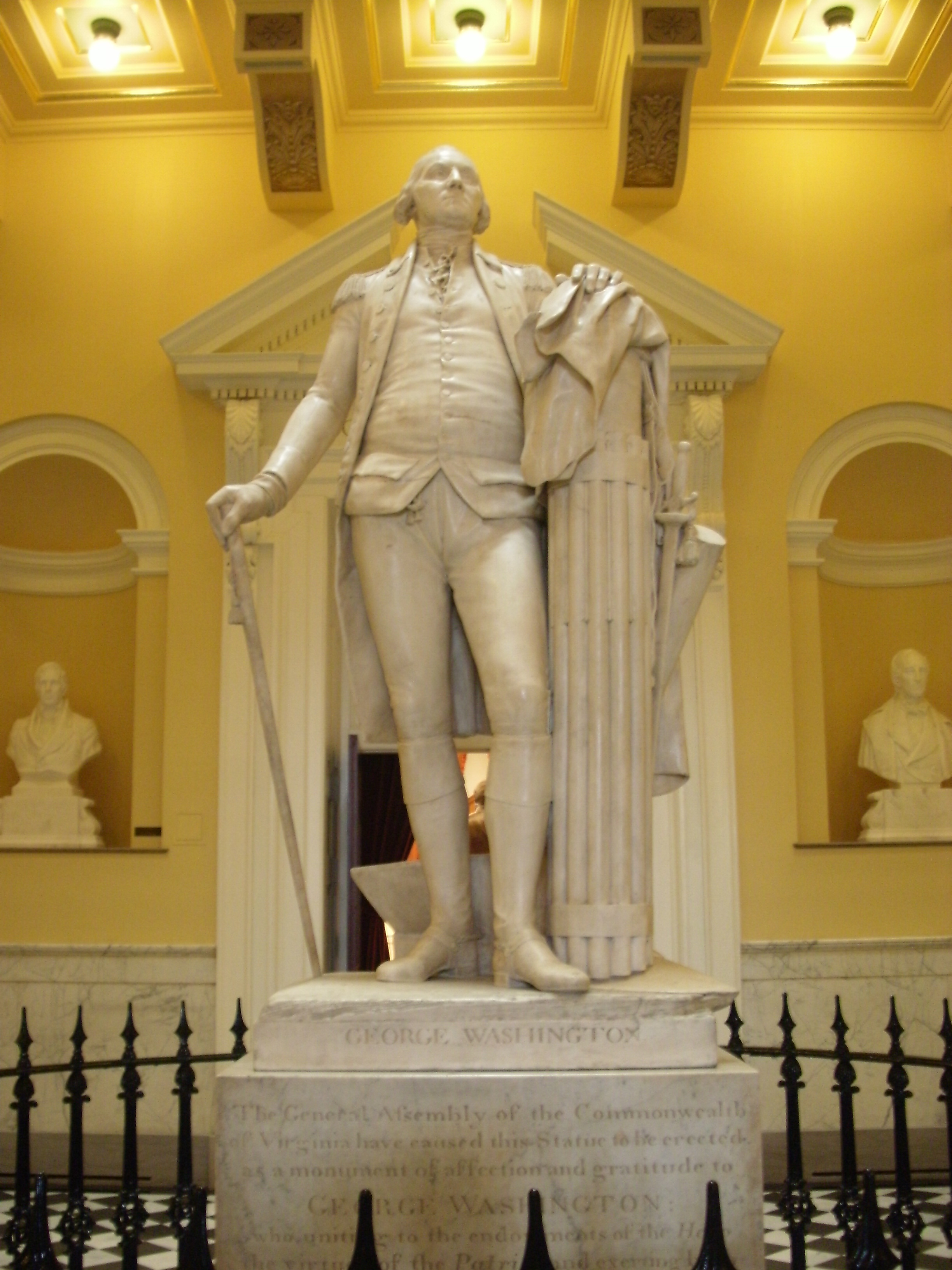